# 2023 en rugby à XIII
| Années du rugby à XIII : 2020 - 2021 - 2022 - 2023 - 2024 - 2025 - 2026    |
| Décennies du rugby à XIII : 1990 - 2000 - 2010 - 2020 - 2030 - 2040 - 2050 |

Les faits marquants de l'année 2023 en rugby à XIII

## Principales compétitions
- Championnat de France
- Coupe de France
- National Rugby League
- State of Origin
- Super League
- Coupe d'Angleterre
- Championship

## Principaux décès
- 9 janvier : décès à 67 ans de Max Chantal, joueur de rugby à XIII international français;
- 11 janvier : décès à 85 ans de Jean Kaczmarek, joueur de rugby à XIII international français;
- 16 janvier : décès à 79 ans de Jean-Claude Marty, joueur de rugby à XIII international français;
- 19 août : décès à 79 ans de Gérard Crémoux, joueur de rugby à XIII international français;
- 4 décembre : décès à 82 ans de Marius Frattini, joueur et entraîneur de rugby à XIII international français;
- 30 décembre : décès à 59 ans de Mathieu Khedimi, joueur et entraîneur de rugby à XIII international français;